# Donji Karin
Donji Karin – wieś w Chorwacji, w żupanii zadarskiej, w mieście Benkovac. W 2011 roku liczyła 174 mieszkańców.